# Łysa Wyspa
Łysa Wyspa (deutsch Kahleberg) ist eine Insel im Neuwarper See. Sie gehört zur Stadt Nowe Warpno und bildet nach einer Neuziehung der Grenze nach dem Zweiten Weltkrieg die einzige Insel auf der polnischen Seite in dieser Bucht des Stettiner Haffs. Łysa Wyspa ist 8 ha groß und unbewohnt. Die Insel ist ein Nistplatz für viele seltene Arten von Vögeln und Heimat seltener Pflanzen. Der Hafen der bereits deutschen Gemeinde Altwarp befindet sich nur 100 Meter vom westlichen Ufer der Insel entfernt.